# Блазнава
Блазнава је насеље у Србији у општини Топола у Шумадијском округу. Према попису из 2022. има 409 становника (према попису из 2011. било је 493 становника).

## Демографија
У насељу Блазнава живи 468 пунолетних становника, а просечна старост становништва износи 43,6 година (41,6 код мушкараца и 45,6 код жена). У насељу има 189 домаћинстава, а просечан број чланова по домаћинству је 3,13.
Ово насеље је великим делом насељено Србима (према попису из 2002. године), а у последња три пописа, примећен је пад у броју становника.
|  |

| Демографија | Демографија | Демографија |
| Година      | Становника  | Становника  |
| ----------- | ----------- | ----------- |
| 1948.       | 1.335       |             |
| 1953.       | 1.323       |             |
| 1961.       | 1.150       |             |
| 1971.       | 1.018       |             |
| 1981.       | 871         |             |
| 1991.       | 739         | 639         |
| 2002.       | 591         | 724         |
| 2011.       | 493         |             |
| 2022.       | 409         |             |

| Етнички састав према попису из 2002.‍ | Етнички састав према попису из 2002.‍ | Етнички састав према попису из 2002.‍ | Етнички састав према попису из 2002.‍ | Етнички састав према попису из 2002.‍ |
| ------------------------------------ | ------------------------------------ | ------------------------------------ | ------------------------------------ | ------------------------------------ |
|                                      |                                      |                                      |                                      |                                      |
| Срби                                 | Срби                                 |                                      | 587                                  | 99,32%                               |
| Црногорци                            | Црногорци                            |                                      | 2                                    | 0,33%                                |
| Румуни                               | Румуни                               |                                      | 2                                    | 0,33%                                |
| непознато                            | непознато                            |                                      | 0                                    | 0,0%                                 |

| Година пописа     | 1948. | 1953. | 1961. | 1971. | 1981. | 1991. | 2002. |
| ----------------- | ----- | ----- | ----- | ----- | ----- | ----- | ----- |
| Број домаћинстава | 265   | 267   | 272   | 254   | 238   | 199   | 189   |

| Број чланова      | 1  | 2  | 3  | 4  | 5  | 6  | 7 | 8 | 9 | 10 и више | Просек |
| ----------------- | -- | -- | -- | -- | -- | -- | - | - | - | --------- | ------ |
| Број домаћинстава | 44 | 56 | 26 | 10 | 20 | 23 | 4 | 4 | 1 | 1         | 3,13   |

| Пол    | Укупно | Неожењен/Неудата | Ожењен/Удата | Удовац/Удовица | Разведен/Разведена | Непознато |
| ------ | ------ | ---------------- | ------------ | -------------- | ------------------ | --------- |
| Мушки  | 241    | 58               | 162          | 15             | 6                  | 0         |
| Женски | 250    | 25               | 163          | 55             | 7                  | 0         |
| УКУПНО | 491    | 83               | 325          | 70             | 13                 | 0         |

| Пол    | Укупно                    | Пољопривреда, лов и шумарство | Рибарство                            | Вађење руде и камена | Прерађивачка индустрија       |
| ------ | ------------------------- | ----------------------------- | ------------------------------------ | -------------------- | ----------------------------- |
| Мушки  | 135                       | 94                            | 0                                    | 7                    | 19                            |
| Женски | 76                        | 56                            | 0                                    | 0                    | 9                             |
| УКУПНО | 211                       | 150                           | 0                                    | 7                    | 28                            |
| Пол    | Производња и снабдевање   | Грађевинарство                | Трговина                             | Хотели и ресторани   | Саобраћај, складиштење и везе |
| Мушки  | 0                         | 3                             | 5                                    | 1                    | 0                             |
| Женски | 0                         | 1                             | 3                                    | 0                    | 0                             |
| УКУПНО | 0                         | 4                             | 8                                    | 1                    | 0                             |
| Пол    | Финансијско посредовање   | Некретнине                    | Државна управа и одбрана             | Образовање           | Здравствени и социјални рад   |
| Мушки  | 0                         | 0                             | 2                                    | 2                    | 0                             |
| Женски | 0                         | 0                             | 2                                    | 0                    | 3                             |
| УКУПНО | 0                         | 0                             | 4                                    | 2                    | 3                             |
| Пол    | Остале услужне активности | Приватна домаћинства          | Екстериторијалне организације и тела | Непознато            | Непознато                     |
| Мушки  | 0                         | 0                             | 0                                    | 2                    | 2                             |
| Женски | 1                         | 1                             | 0                                    | 0                    | 0                             |
| УКУПНО | 1                         | 1                             | 0                                    | 2                    | 2                             |